# Zachvatkinella nipponica
Zachvatkinella nipponica är en kvalsterart som beskrevs av Aoki 1980. Zachvatkinella nipponica ingår i släktet Zachvatkinella och familjen Acaronychidae. Inga underarter finns listade i Catalogue of Life.